# Anarta mabillei
Anarta mabillei är en fjärilsart som beskrevs av Otto Staudinger 1899. Anarta mabillei ingår i släktet Anarta och familjen nattflyn. Inga underarter finns listade i Catalogue of Life.